# アレクサンダル・クコル
アレクサンダル・クコル（Aleksandar Kukolj 1991年9月9日- ）はセルビアの柔道選手。チェコのプラハ出身。階級は90kg級と100㎏級。身長194cm。

## 経歴
柔道は7歳の時に近所に道場が開設されたのを機会に始めた。
2009年の世界ジュニア81kg級で7位になると、2010年のヨーロッパジュニアでは2位だった。その後階級を90kg級に上げると、2013年の地中海競技大会で優勝した。柔道で実績を残してきたので政府や所属道場から経済的支援を受けることができるようになり、それで両親と妹を養うことになった。一方で、2014年には経営学の修士号を取得して大学で教員も務めることになった。また、ベオグラードに自身の道場を開設した。2016年のリオデジャネイロオリンピックでは2回戦で優勝した日本のベイカー茉秋に合技で敗れた。その後のグランドスラム・アブダビとグランドスラム・東京では立て続けに優勝を飾った。2017年のヨーロッパ選手権では決勝でフランスのアレクサンドル・イディールをハイジンハ・ロールからの腕挫膝固で破って、セルビアの選手として初となる今大会での優勝を果たした。世界選手権では5位に終わった。2018年のグランドスラム・エカテリンブルグでは優勝した。その後階級を100㎏級に上げると、2021年の世界選手権では準々決勝でジョージアのヴァルラーム・リパルテリアニを破るなどして決勝まで進むも、世界チャンピオンであるポルトガルのジョルジ・フォンセカに小内刈で敗れて2位だった。7月に日本武道館で開催された東京オリンピックでは2回戦で敗れた。2024年のパリオリンピックでは初戦で敗れた。
IJF世界ランキングは2471ポイント獲得で18位(24/1/29現在)。

## 主な戦績
81kg級での戦績
- 2009年 - 世界ジュニア　7位
- 2010年 - ヨーロッパジュニア　2位
- 2010年 - U23ヨーロッパ選手権　3位

90kg級での戦績
- 2011年 - ヨーロッパ学生選手権　優勝
- 2012年 - ワールドカップ・リスボン　優勝
- 2013年 - ヨーロッパオープン・ブダペスト　2位
- 2013年 - 地中海競技大会　優勝
- 2013年 - ユニバーシアード　5位
- 2014年 - ヨーロッパオープン・ソフィア　2位
- 2014年 - ヨーロッパオープン・プラハ　2位
- 2014年 - パンナムオープン・サンサルバドル　優勝
- 2014年 - グランプリ・ザグレブ　2位
- 2014年 - グランドスラム・東京　5位
- 2015年 - グランプリ・サムスン　2位
- 2016年 - グランプリ・ハバナ　3位
- 2016年 - グランドスラム・バクー　2位
- 2016年 - グランドスラム・アブダビ　優勝
- 2016年 - グランドスラム・東京　優勝
- 2017年 - グランプリ・アンタルヤ　3位
- 2017年 - ヨーロッパ選手権　優勝
- 2017年 - グランプリ・フフホト　2位
- 2017年 - グランプリ・ハーグ 優勝
- 2017年 - 世界選手権　5位
- 2018年 - グランドスラム・エカテリンブルグ　優勝
- 2018年 - グランプリ・ブダペスト　3位
- 2018年 -　グランドスラム・アブダビ　3位
- 2018年 -　グランプリ・ハーグ　優勝

100kg級での戦績
- 2021年 -　世界選手権　2位
- 2022年 -　グランドスラム・アンタルヤ　3位
- 2022年 -　グランドスラム・アブダビ 3位
- 2022年 -　グランドスラム・バクー　2位
- 2023年 -　グランプリ・ザグレブ　優勝
- 2023年 - グランドスラム・アブダビ　2位
- 2024年 -　グランドスラム・パリ　3位

(出典、JudoInside.com)